# Grace Hall Hemingway

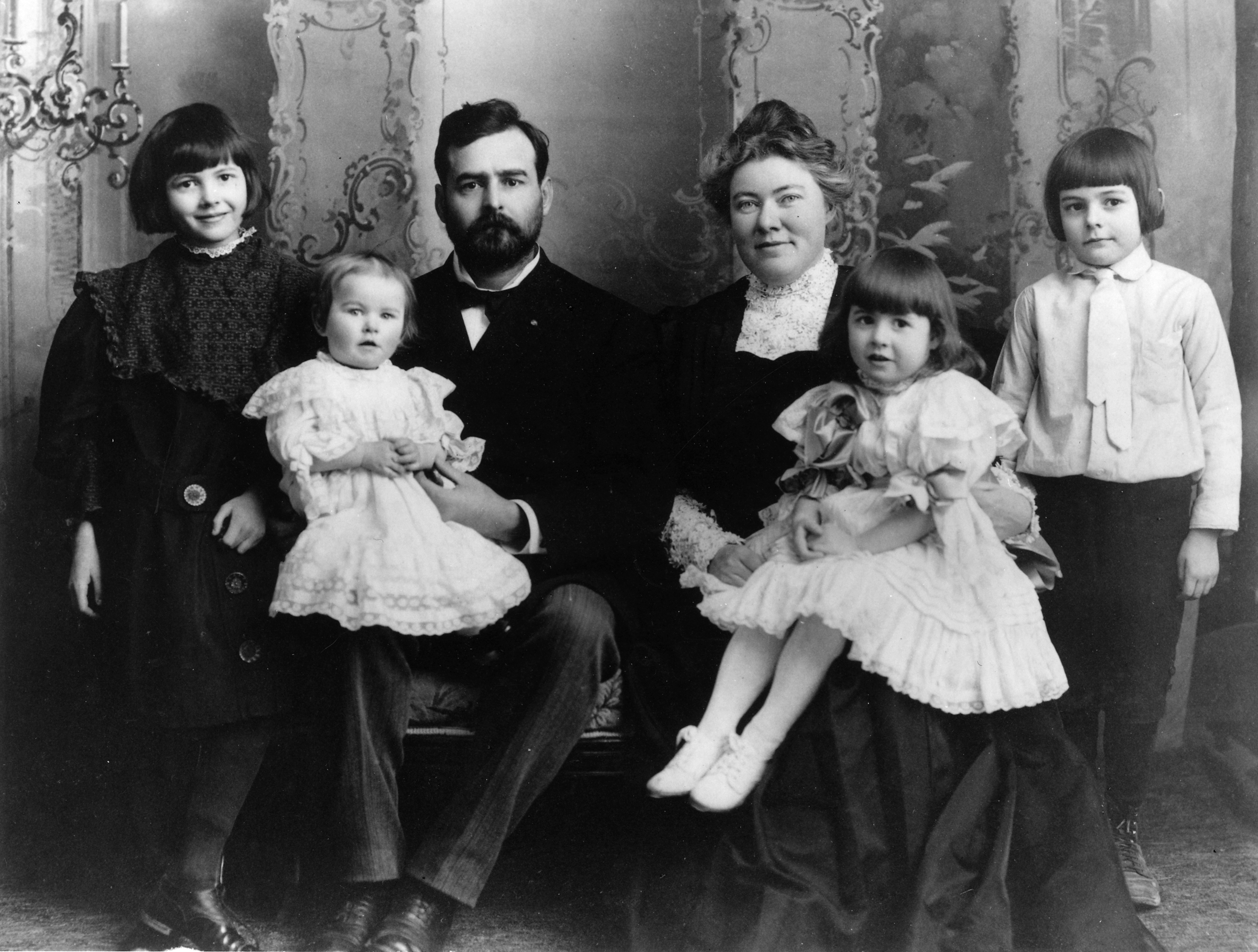
Die Hemingways 1905 (von Links): Marcelline, Sunny, Clarence, Grace, Ursula, und Ernest

Grace Hall Hemingway (* 15. Juni 1872 in Chicago, Illinois; † 28. Juni 1951 in Memphis, Tennessee) war eine US-amerikanische Opernsängerin und Malerin.

## Leben

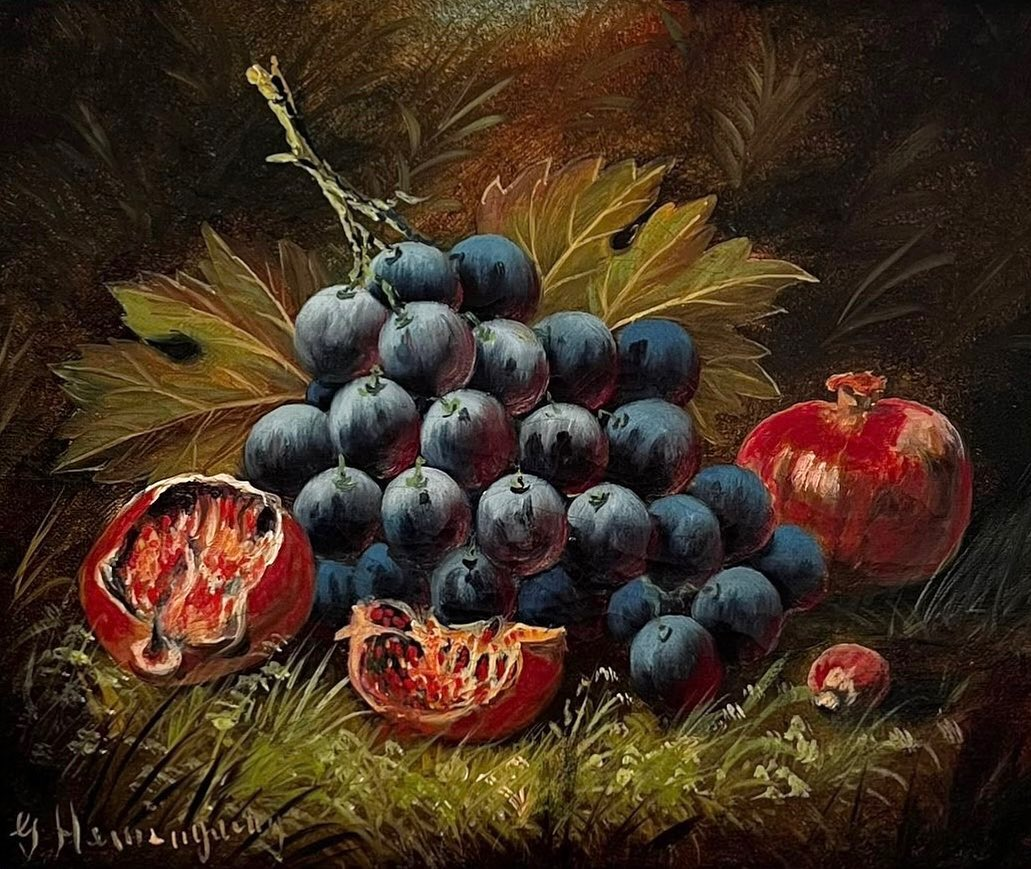
Gemälde von Grace Hall Hemingway: Still Life with Grapes & Pomegranates (1924); Öl auf Leinwand

Grace Ernestine Hall war die Tochter des wohlhabenden Großhändlers Ernest Miller Hall und dessen Frau Caroline, geb. Hancock. Nach dem Besuch verschiedener Schulen in ihrer Geburtsstadt Chicago war sie von 1886 bis 1891 eine Schülerin der Oak Park High School. Ab 1895 erhielt sie in New York Gesangsunterricht für die Grand opéra von Luiza Cappiani. 1896 debütierte sie als Contralto-Solistin mit dem Apollo-Club am Madison Square Garden, später sang sie unter anderem für die Metropolitan Opera. 1896 heiratete sie den Arzt Clarence Hemingway. Das Paar hatte sechs gemeinsame Kinder, einer ihrer Söhne war Ernest Hemingway. Im Alter von 52 Jahren begann Grace Hall Hemingway zu malen. Sie besuchte das Art Institute of Chicago und verschiedene andere Kunstschulen. Ab 1925 malte sie über 600 Bilder, überwiegend Landschaften. Sie gehörte unter anderem der Oak Park Art League an, dessen Direktorin sie sechs Jahre lang war.
Das gespannte Verhältnis zwischen Mutter und Sohn ging schließlich so weit, dass Ernest 1951 nicht zu ihrem Begräbnis nach Oak Park erschien.